# Mahogni (tømmer)
Udtrykket mahogni bruges om flere forskellige typer af mørkt og hårdt tømmer fra tropiske træer. Navnet dækker generelt tømmer fra arter af de tre nærtstående slægter: Swietenia, Khaya og Entandrophragma.
Oprindeligt drejede det sig kun om træ fra arter af slægten Swietenia. Den oprindelige og ”ægte” mahogni er træ fra swietenia-mahagony, kaldet cubansk mahogni eller Cuba-mahogni. Denne art er tæt på at uddø og har siden 1942 været underlagt eksportforbud, hvorfor den ikke forhandles længere. Træ fra Swietenia macrophylla, som også går under navnene amerikansk mahogni, honduras-mahogni og bredbladet mahogni, har derfor været af stor betydning. Den tredje art, hvis ved betegnes som oprindeligt mahogni, er Swietenia humilis, også kendt som stillehavs-mahogni. Alle tre arter er opført på CITES, som er en liste over truede arter. Træet er således omfattet af handelsrestriktioner og kvoter for hugst og eksport.
Mahogni dækker også over tømmer fra arter af den afrikanske slægt Khaya (der er nært beslægtet med Swietenia), som ofte omtales som afrikansk mahogni.
Entandrophragma forhandles under artsnavnene, men ofte med ordet "mahogni" vedhæftet, som det f.eks. bruges om træ fra Entandrophragma utile, der handles som sipo, sipo-mahogni eller utile (på engelsk). Det gælder også Entandrophragma cylindricum, som kaldes sapelli eller sapele.
Derudover går omkring 50 slægter med mere end 1.000 arter under navnet ”mahogni”, hvoraf den filippinske mahogni er bedst kendt. Disse tømmersorter er ikke ægte mahogni.

## Forekomst
Amerikansk mahogni (Swietenia) vokser naturligt i Mellem- og Sydamerika fra Mexico til Panama, og fra Peru over Venezuela til Brasilien, samt på de Vestindiske Øer.  Man introducerede swietenia-mahagoni og Swietenia macrophylla i flere Asiatiske lande, da restriktioner blev indført for den amerikanske mahognieksport i 1990’erne. Begge arter dyrkes nu i plantager i blandt andet Indien, Bangladesh, Indonesien og Fiji, således at den primære forsyning af ægte mahogni i dag stammer fra disse plantager.
Afrikansk mahogni (Khaya) vokser i tropisk Vestafrika fra Liberia i vest over Elfenbenskysten, Ghana, Nigeria og Cameroun i øst til Angola i syd. Andre khaya-arter vokser i Østafrika, Uganda og Tanzania. Afrikansk mahogni er listet på CITES, men på UICN Red List er træet listet som sårbart træ.

## Egenskaber, udseende og holdbarhed
Amerikansk mahogni (Swietenia) har gode styrkeegenskaber og meget lidt svind, er yderst holdbart og har gode bearbejdningsegenskaber. Dette sammen med et smukt udseende gør, at amerikansk mahogni har været populært til snedkerarbejde. Træet har en middeldensitet på 500 kg/m3, hvilket er noget lettere end cubansk mahogni. Densiteten er cirka 20 % lavere end eg og teaktræ og har dermed også lavere styrketal. Mahogni er stærkt i forhold til sin vægt og særdeles stabilt, når først det er tørt. Holdbarheden er klassificeret som klasse 2 ifølge den europæiske norm EN350. Mahognien har høj modstandsdygtighed mod trænedbrydende svampe og en holdbarhed (levetid) i det fri på mellem 10 og 25 år uden behandling.
Farven ved ophugning kan variere fra en svag rød-gul farve til en mørkere rød-brun, men i mødet med lys og luft skifter farven efterhånden. Veddets tekstur er ofte finere og mere ensartet end i afrikansk mahogni.
Afrikansk mahogni (Khaya) er i reglen lettere, mere grovporet og med en livligere struktur end amerikansk mahogni. Veddet har en let lyserød farve, når det skæres op, som efter nogen tid skifter til en mørkere rødbrun. Radialsnittet har ofte et stribet udseende. Veddets middeldensitet i absolut tør tilstand er 490 kg/m3. Densiteten er omkring 20 % lavere end egens, og det samme gælder styrken. Holdbarheden er klassificeret som klasse 3 ifølge den europæiske norm EN350. Afrikansk mahogni er moderat modstandsdygtigt mod trænedbrydende svampe og har en holdbarhed (levetid) i det fri på mellem 10 og 15 år uden behandling.

## Anvendelse
Mahogni anvendes i mange sammenhænge, især til møbler og gulve. Da mahogni er tonetræ, benyttes det af instrumentbyggere, som ønsker en varm, rund og klangfuld lyd. Gibsons Les Paul-guitarmodeller er fx bygget af mahogni, ligesom mange trommer og akustiske strengeinstrumenter bygges af mahogni. Mahogni er også populært til bådebygning, både som skrog, overbygning og indretning (aptering) på finere lystbåde.
Inden for møbeldesign er mahogni en af de mest kostbare sorter. I Danmark har man siden 1600-tallet importeret eksotiske træsorter fra fjerne verdensegne, og i 1700- og 1800-tallet var mahogni det foretrukne møbelmateriale. Møbelarkitekt Kaare Klint og snedkermester Rudolf Rasmussen, Rud. Rasmussens Snedkeri, havde en forkærlighed for Cuba-mahogni, hvilket resulterede i kostbare møbler for den bedre stillede del af borgerskabet. I 1942 blev der nedlagt eksportforbud mod Cuba-mahogni, og der findes af den grund i dag relativt få møbler i denne type mahogni. De mahognimøbler, der eksisterer, er ofte fint forarbejdede og i fornem kvalitet. Møbler i mahogni er ofte mørke og ”tunge” i designet,og kan stadig i dag betegnes som ”borgerskabets møbler”.